# Ludzie mafii
Ludzie mafii – amerykański kryminał z 1999 roku przedstawiający świat chicagowskiej mafii.